# Embong Panjang
Embong Panjang is een bestuurslaag in het regentschap Lebong van de provincie Bengkulu, Indonesië. Embong Panjang telt 1215 inwoners (volkstelling 2010).